# DevilDriver
DevilDriver – amerykańska grupa muzyczna grająca melodic death metal i groove metal, założona w Santa Barbara (Kalifornia).

## Historia
Grupa została utworzona przez Deza Fafarę, byłego członka nu-metalowego zespołu Coal Chamber. Pierwotnie formacja nosiła nazwę Deathride, z której jednak zrezygnowano, jako że pierwsza używana była już przez inne grupy muzyczne. W poszukiwaniu nowej nazwy zespół brał pod uwagę ponad 200 propozycji słów. Rozwiązanie przyszło dzięki żonie Fafary, która była w posiadaniu książki o czarnej magii autorstwa Ravena Grimassi (popularyzatora Stregherii, określanej mianem „Starej Religii Włoch”), w której użyty został termin „devil driver”. Określenie to odnosiło się do dzwonków włoskich czarownic odganiających złe moce. Nazwa ta okazała się odpowiednia dla wokalisty, ponieważ zawierała w sobie „zło” i „pasowała do jego życia”. Logo zespołu to tzw. „Krzyż Zamętu” (ang. „Cross of Confusion”), istniejący od czasów starożytnego Rzymu i oznaczający „kwestionowanie religii, kwestionowanie władzy, kwestionowanie wszystkiego wokół”. Sam Fafara o takim podejściu do życia, jak również o włoskiej czarnej magii, został uświadomiony przez swoich dziadków.
W październiku 2014 grupę opuścili perkusista John Boecklin i gitarzysta Jeff Kendrick, zaś lider zespołu Dez Fafara oświadczył wówczas, iż działalność DevilDriver będzie zawieszona do 2016, gdy zaplanował wydanie nowego albumu, a do tego czasu postanowił odnowić grupę Coal Chamber. Jesienią 2015 DevilDriver rozpoczął nagrywanie studyjne kolejnej płyty, a w składzie zespołu pojawili się gitarzysta Neal Tiemann i perkusista Austin D'Amond (były członek formacji Chimaira). Wkrótce gitarzystę Towninga zastąpił muzyk koncertowy Diego Ibarra.
Na 6 lipca 2018 zapowiedziano nowy album grupy pt. Outlaws ‘Til The End: Vol 1, zawierający covery utworów wykonawców z gatunku muzyki country.

## Muzycy
Aktualny skład

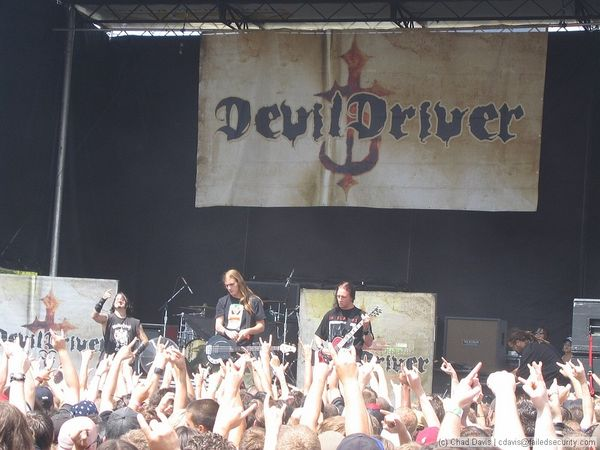
DevilDriver podczas koncertu, w tle logo grupy (2006).

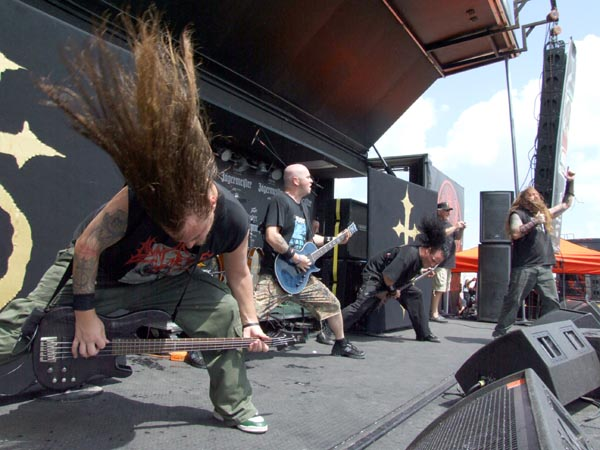
DevilDriver podczas koncertu (2007).

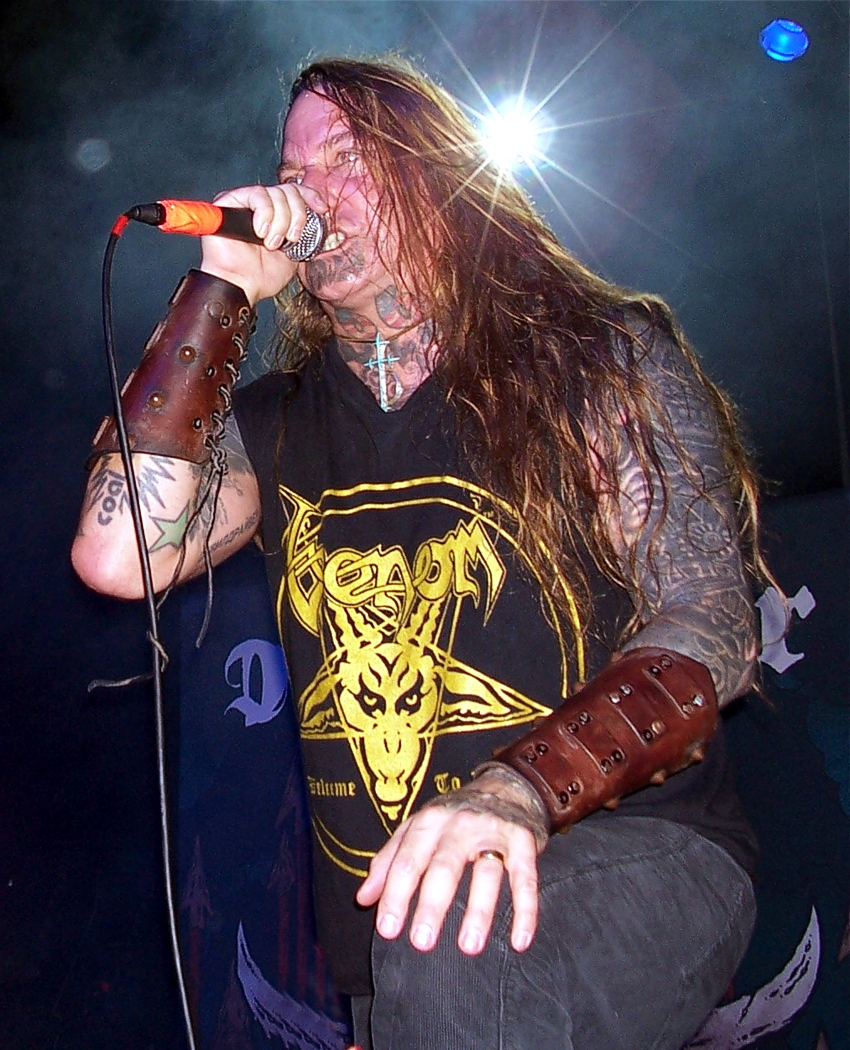
Dez Fafara (2009).

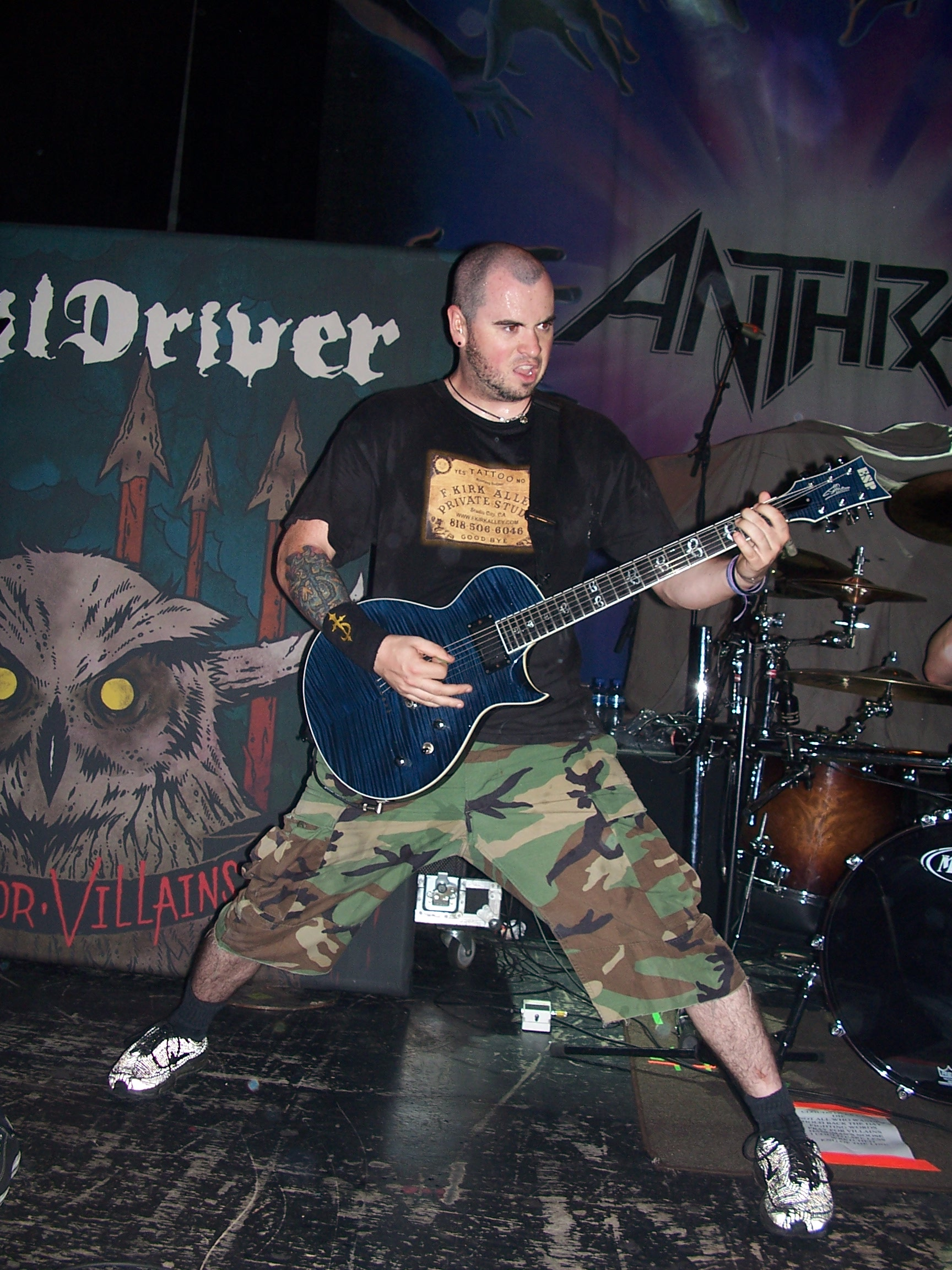
Jeff Kendrick (2009).

- Bradley „Dez” Fafara – wokal (2002–)
- Mike Spreitzer – gitara elektryczna (2004–)
- Neal Tiemann – gitara elektryczna (2015–)
- John Boecklin – perkusja (2015–)

Byli członkowie
- Evan Pitts – gitara elektryczna (2002–2004)
- Jonathan Miller – gitara basowa (2002–2011)[16]
- John Boecklin – perkusja, dodatkowa gitara (2002–2014)
- Jeff Kendrick – gitara elektryczna (2002–2014)
- Chris Towning – gitara basowa (2012–2016)

Muzycy koncertowi
- Aaron „Bubble” Patrick – gitara basowa (2010–2012)
- Diego Ibarra – gitara basowa (2013–)

## Dyskografia

### Albumy
| DevilDriver                             | - Data: 28 października 2003 - Wydawca: Roadrunner Records | –   | –  | –  | –   | –  | –  | –  | –   |
| The Fury of Our Maker’s Hand            | - Data: 28 czerwca 2005 - Wydawca: Roadrunner Records      | 117 | –  | –  | 153 | –  | –  | –  | –   |
| The Last Kind Words                     | - Data: 16 czerwca 2007 - Wydawca: Roadrunner Records      | 48  | 94 | 92 | 147 | –  | –  | 46 | –   |
| Pray for Villains                       | - Data: 14 lipca 2009 - Wydawca: Roadrunner Records        | 35  | 60 | 64 | 112 | 61 | 74 | 35 | 92  |
| Beast                                   | - Data: 22 lutego 2011 - Wydawca: Roadrunner Records       | 42  | 51 | –  | 144 | 40 | 59 | 9  | 100 |
| Winter Kills                            | - Data: 27 sierpnia 2013 - Wydawca: Napalm Records         | 32  | –  | 24 | –   | 26 | 45 | 14 | 87  |
| Trust No One                            | - Data: 13 maja 2016 - Wydawca: Napalm Records             | 43  | 99 | 44 | –   | 42 | 43 | 21 | –   |
| Outlaws ‘Til The End: Vol 1             | - Data: 6 lipca 2018 - Wydawca: Napalm Records             |     |    |    |     |    |    |    |     |
| „–” oznacza, że album nie był notowany. |                                                            |     |    |    |     |    |    |    |     |

### Minialbumy
| Tytuł                | Dane dot. albumu                                       |
| -------------------- | ------------------------------------------------------ |
| Head on to Heartache | - Data: 21 kwietnia 2008 - Wydawca: Roadrunner Records |

### Kompilacje różnych wykonawców
| Tytuł                                   | Dane dot. albumu                                   | Utwór            |
| --------------------------------------- | -------------------------------------------------- | ---------------- |
| Maiden Heaven: A Tribute to Iron Maiden | - Data: 19 lipca 2008 - Wydawca: Kerrang! Magazine | - „Wasted Years” |

## Teledyski
| Tytuł                         | Rok  | Reżyseria    | Źródło |
| ----------------------------- | ---- | ------------ | ------ |
| „I Could Care Less”           | 2003 | –            | [ 31 ] |
| „Nothing’s Wrong”             | 2004 | Joe Lynch    | [ 32 ] |
| „Hold Back the Day”           | 2005 | Joe Lynch    | [ 33 ] |
| „End of the Line”             | 2005 | Daniel Burke | [ 34 ] |
| „Not All Who Wander Are Lost” | 2007 | Nathan Cox   | [ 35 ] |
| „Clouds Over California”      | 2008 | Nathan Cox   | [ 36 ] |
| „Pray for Villains”           | 2009 | Nathan Cox   | [ 37 ] |
| „Fate Stepped In”             | 2009 | –            | [ 38 ] |
| „Another Night In London”     | 2010 | Daniel Burke | [ 39 ] |
| „Dead To Rights”              | 2011 | –            | [ 40 ] |
| „Appetite”                    | 2011 | Dan Burke    | [ 41 ] |
| „Daybreak”                    | 2016 | Shan Dan     | [ 42 ] |
| „My Night Sky”                | 2016 | Shan Dan     | [ 43 ] |

## Filmografia
- You May Know Us From The Stage (2010, reż. Daniel J. Burke alias Bruce Wayne)[44]